# Sentiment
Un sentiment és una emoció sotmesa a un pensament. Per exemple, el patiment és un sentiment creat pel pensament inspirat en l'emoció del dolor. La psicologia busca analitzar els components fisiològics dels sentiments al cervell, a banda de la seva importància com a condicionants de la ment. El sentiment vincula el subjecte amb un objecte, l'ordena i el configura, ja que la persona no pot ser mai neutra davant el món.
Hi intervé la memòria humana, ja que les experiències passades amb estímuls similars provoquen reaccions afectives concretes, que només varien si canvia la vivència. Per això és falsa la dicotomia entre raó i sentits, ja que tota vinculació és alhora afectiva i cognitiva, en tant que l'ésser humà és reflexiu i no pot evitar pensar i sentir respecte als seus propis sentiments.
Els antics creien que el sentiment era una alteració de l'ànima i més endavant es va associar al cor com a òrgan (mentre que el pensament racional seguia al cervell). Per això moltes expressions per definir els sentiments parlen del cor. En realitat, però, el sentiment afecta la ment i tot el cos, es poden trobar símptomes d'alteració a tot l'organisme quan s'experimenta una emoció intensa. La intensitat d'un sentiment està en relació inversament proporcional a la seva duració, per un mecanisme de defensa del cos, que tendeix a l'homeostasi o equilibri.
Els sentiments sorgeixen amb l'etapa de socialització i acaben afectant l'escala general de valors de l'individu. L'educació pot reprimir o fomentar determinats sentiments segons estiguin acceptats a cada comunitat.
Es creu que hi ha un relació causal entre sentiments viscerals (vistos com a causa) i la disposició dels microbis que hi ha dins el cos.

## Sentiments i cultura
Alguns sentiments són considerats bàsics, per ser més simples, i a partir dels quals es deriven la resta. Per exemple, la por és més bàsica que el terror. Els sentiments considerats bàsics varien segons els autors, com es veu en la següent llista no exhaustiva:
- Li Chi: alegria, enuig, por, amor, agradar i desagradar
- Descartes: admiració, amor, odi, desig, alegria i tristesa
- Baruch Spinoza: plaer, desig i dolor
- Thomas Hobbes: interès, desig, amor, aversió, odi, alegria i dolor
- Paul Ekman: ràbia, fàstic, por, felicitat, tristesa i sorpresa (nòmina posteriorment ampliada)

Cada cultura potencia uns sentiments, n'evita d'altres i admet unes formes d'expressar-los, com en el dol per la mort d'un estimat, sotmès a costums dictats per la comunitat. Fins i tot hi ha sentiments que són específics d'una cultura i que no existeixen en les altres. Així, la "vergonya aliena" és típica de l'àmbit hispànic, l'"amae" és un sentiment de dependència japonès que enforteix la comunitat o el "fago" dels pobles micronesis, que barreja amor, pena i pietat. Per això Pinillos afirma que els sentiments són estats d'ànim especificats culturalment.